# Chandur, Chikodi
Chandur là một làng thuộc tehsil Chikodi, huyện Belgaum, bang Karnataka, Ấn Độ.